# Сливка Антон Романович
Анто́н Рома́нович Сли́вка (нар. 9 серпня 1918 — пом. 1 листопада 1992) — радянський авіаційний воєначальник, генерал-майор авіації, військовий льотчик 1-го класу. Герой Радянського Союзу (1944).

## Життєпис
Народився 9 серпня 1918 року в селі Підвисокому (нині Новоархангельський район Кіровоградської області) в бідній селянській родині. Українець. У дворічному віці залишився без батька. В 1931 році переїхав до Ворошиловграда, де закінчив школу ФЗН. 1936 року закінчив педагогічний робітфак.
До лав РСЧА призваний Остроганським РВК міста Ворошиловграда в листопаді 1938 року. В 1940 році закінчив 11-ту Ворошиловградську військову авіаційну школу льотчиків імені Пролетаріату Донбасу. Військову службу лейтенант А. Р. Сливка проходив пілотом літака СБ 137-го швидкісного бомбардувального авіаційного полку ВПС Ленінградського ВО.
Учасник німецько-радянської війни з червня 1941 року. Воював на Карельському фронті у складі 137-го ббап, з листопада 1941 року — 608-го ббап. З травня 1942 року — пілот, а з початку 1943 року — командир авіаційної ланки в 118-й окремій далекорозвідувальній авіаційній ескадрильї. Літав на літаках Пе-2. Член ВКП(б) з серпня 1942 року.
До листопада 1944 року командир авіаційної ланки 118-ї окремої далекорозвідувальної авіаційної Червонопрапорної ескадрильї капітан А. Р. Сливка здійснив 196 успішних бойових вильотів на ближню і далеку розвідку військових об'єктів і скупчень військ супротивника.
Війну закінчив на посаді заступника командира ескадрильї 80-го бомбардувального авіаційного полку 7-ї повітряної армії. Всього здійснив близько 240 бойових вильотів.
По закінченні війни продовжив військову службу в ВПС СРСР. 1949 року закінчив Військово-повітряну академію, 1959 року — Військову академію Генерального штабу. Командував авіаційною дивізією АДД. З 1966 року — начальник штабу — заступник командувача оперативною групою АДД в Арктиці. З 1969 року — начальник Центрального командного пункту управління польотами АДД.
5 червня 1975 року генерал-майор авіації А. Р. Сливка вийшов у запас. З 1979 року — начальник відділу Центральної аерологічної обсерваторії в місті Долгопрудному Московської області, згодом працював у Главмосшляхоуправлінні. Мешкав у Москві, де й помер 1 листопада 1992 року. Похований на Троєкурівському цвинтарі.

## Нагороди
Указом Президії Верховної Ради СРСР від 4 лютого 1944 року за зразкове виконання бойових завдань командування на фронті боротьби з німецькими загарбниками та виявлені при цьому відвагу і героїзм, старшому лейтенантові Сливкі Антону Романовичу присвоєне звання Героя Радянського Союзу з врученням ордена Леніна і медалі «Золота Зірка» (№ 3128).
Був нагороджений двома орденами Леніна, трьома орденами Червоного Прапора, двома орденами Вітчизняної війни 1-го і одним 2-го ступенів, двома орденами Червоної Зірки, орденом «За службу Батьківщині в Збройних Силах СРСР» 3-го ступеня і медалями.